# Scottsburgh
Scottsburgh – miasto, zamieszkane przez 8618 ludzi, w Republice Południowej Afryki, w prowincji KwaZulu-Natal.